# Michel Renquin
Michel Renquin (n. Bastoña, Bélgica, 3 de noviembre de 1955) es un exfutbolista belga, que jugaba de defensa y militó en diversos clubes de Bélgica y Suiza.

## Selección nacional
Con la Selección de fútbol de Bélgica, disputó 55 partidos internacionales y no anotó goles. Incluso participó con la selección belga, en 2 ediciones de la Copa Mundial. La primera participación de Renquin en un mundial, fue en la edición de España 1982. donde su selección quedó eliminado, en la segunda fase de la cita de España y la segunda fue en México 1986, donde su selección obtuvo el cuarto lugar, en la cita de México.

### Participaciones en Copas del Mundo
| Mundial                        | Sede   | Resultado    |
| ------------------------------ | ------ | ------------ |
| Copa Mundial de Fútbol de 1982 | España | Segunda fase |
| Copa Mundial de Fútbol de 1986 | México | Cuarto lugar |

### Participaciones en Eurocopas
| Mundial       | Sede   | Resultado  |
| ------------- | ------ | ---------- |
| Eurocopa 1980 | Italia | Subcampeón |

## Clubes
| Club           | País    | Año         |
| -------------- | ------- | ----------- |
| Standard Lieja | Bélgica | 1974 - 1981 |
| Anderlecht     | Bélgica | 1981 - 1982 |
| Servette       | Suiza   | 1982 - 1985 |
| Standard Lieja | Bélgica | 1985 - 1988 |
| FC Sion        | Suiza   | 1988 - 1990 |